# Xã La Font, Quận New Madrid, Missouri
Xã La Font (tiếng Anh: La Font Township) là một xã thuộc quận New Madrid, tiểu bang Missouri, Hoa Kỳ. Năm 2010, dân số của xã này là 825 người.